# Swansea
Swansea (wym. [ˈswɒnzi], wal. Abertawe [abɛrˈtawɛ], co znaczy „ujście Tawe”) – miasto ze statusem city w południowej Walii, ośrodek administracyjny hrabstwa Swansea, historycznie w hrabstwie Glamorgan (Morgannwg). W 2011 roku hrabstwo liczyło 179 485 mieszkańców (drugie pod względem wielkości miasto Walii).
Położone jest wzdłuż wybrzeża Kanału Bristolskiego, u nasady półwyspu Gower, przy ujściu rzeki Tawe. Miasto rozwijało się głównie w XVIII i XIX wieku, stając się ważnym ośrodkiem przemysłu ciężkiego.
Swansea jest głównym centrum handlowo-usługowym południowo-zachodniej Walii. W mieście rozwija się turystyka, popularnością cieszą się plaże zatoki Swansea i półwyspu Gower. Jest także siedzibą rafinerii ropy naftowej, która przetwarza ropę docierającą rurociągiem z Milford Haven i zaopatrującą zakład petrochemiczny w Baglan (niedaleko Neath).

## Historia
Około roku 1106 Henry de Beaumont wzniósł w okolicy drewniany zamek. Budowla szybko stała się jednak celem walijskich rebelii przeciwko normańskim władzom i została zniszczona przez podwładnych Owaina Glyndŵra.
Do początku XVIII wieku Swansea było jedynie niewielkim miasteczkiem oraz portem, w czasie rewolucji przemysłowej zaczęło jednak stopniowo zyskiwać na znaczeniu. Po 1717 roku do wytopu importowanej miedzi zaczęto wykorzystywać wydobyty na miejscu węgiel, a miasto urosło na znaczeniu na tyle, że w połowie XIX wieku Giełda Metali w Swansea stała się centrum światowego handlu miedzią. Zagraniczna konkurencja doprowadziła jednak do stopniowego upadku miejscowego przemysłu.
Swansea prosperowało również jako port dla niedalekiej kopalni antracytu. W latach 40. XIX wieku wykopano kanał w celu utworzenia bardziej bezpośredniego połączenia rzeki z morzem (ominięto w ten sposób meandry) oraz wybudowano nowe doki, co ukazują mapy z tamtego okresu.
Podczas II wojny światowej miasto było intensywnie bombardowane. Centrum zostało prawie całkowicie zniszczone w 1941 roku, ucierpiał także stary kościół parafialny Najświętszej Marii Panny – został on odbudowany w 1959 roku.
Po zakończeniu konfliktu w miejscowości rozwinęła się produkcja aluminium oraz obróbka metali. Pod koniec XX wieku ważna dla miasta była także produkcja części samochodowych, produktów inżynieryjnych, tworzyw sztucznych i opakowań.
W 1969 roku Swansea uzyskało status city i niedługo po tym, w 1982, zdobyło także prawo tytułowania burmistrza „lordem majorem” (lord mayor).

## Urodzeni w Swansea
- Clive Granger – brytyjski ekonomista[10]
- Catherine Zeta-Jones – aktorka[11]
- Dylan Thomas – poeta[7][12]
- Pete Ham(inne języki) - muzyk

## Miasta partnerskie
- Bydgoszcz[13]
- Cork[13]
- Wuhan[14]
- Mannheim[13]
- Pau[13][15]
- Synopa[13]